# Carrollton (Georgia)
Carrollton – miasto w Stanach Zjednoczonych, w stanie Georgia, siedziba administracyjna hrabstwa Carroll.